# Whittencampa troglobia
Whittencampa troglobia — вид прихованощелепних комах родини Campodeidae. Описаний у 2020 році.

## Назва
Рід Whittencampa названо на честь британського зоолога Тоні Віттена (1953—2017), ініціатором біоспеологічних експедицій у Китаї, що дозволило відкрити цей новий рід серед багатьох інших таксонів. Видовий епітет W. troglobia підкреслює екологію виду, який строго пов'язаний з підземними середовищами існування.

## Поширення
Ендемік Китаю. Описаний з печери Ліань Гуадун в провінції Гуансі на півдні країни.

## Опис
Серед представників родини вирізняється своїми товстими сетіформними задніми відростками, повністю покритими довгими колючками з крихітним гачкоподібним кінчиком. Вусики дуже довгі, складаються з 56 члеників. Церки у 2,3 рази довші за тіло.

## Спосіб життя
Троглобіонт. Живе лише у печерах.